# زيل (جفال)
زيل (بالفارسية: ذیل) هي منطقة سكنية تقع في إيران في قسم جفال الريفي. يقدر عدد سكانها بـ 191 نسمة بحسب إحصاء 2016.